# Анагир (пьеса)
«Анагир» — комедия древнегреческого драматурга Аристофана (V—IV века до н. э.). Дата постановки неизвестна, текст пьесы практически полностью утрачен. Сохранился только ряд коротких фрагментов, процитированных более поздними античными и средневековыми авторами (фрг. 177—191a).
Заглавный герой пьесы — божество из аттического дема Анагирасии. Согласно мифу, Анагир отомстил местному жителю за вырубку священной рощи, внушив его наложнице любовь к его сыну. Не найдя взаимности, женщина оклеветала объект своей страсти, тот был ослеплён и изгнан из дома. Еврипид посвятил этой теме трагедию «Феникс», а Аристофан в «Анагире» спародировал и эту пьесу, и «Ипполита» того же автора.